# ATP Challenger Maebashi
Das ATP Challenger Maebashi (offiziell: Maebashi Challenger) war ein Tennisturnier, das 1980 in Maebashi, Japan, stattfand. Es gehörte zur ATP Challenger Tour und wurde im Freien auf Hartplatz gespielt.

## Liste der Sieger

### Einzel
| Jahr | Sieger          | Finalgegner     | Ergebnis      |
| ---- | --------------- | --------------- | ------------- |
| 1980 | Greg Whitecross | Craig A. Miller | 2:6, 6:4, 7:6 |

### Doppel
| Jahr | Sieger                  | Finalgegner            | Ergebnis |
| ---- | ----------------------- | ---------------------- | -------- |
| 1980 | Chris Kachel John Marks | Syd Ball Cliff Letcher | 6:4, 7:6 |